# Sceloporus jalapae
Espèce
Synonymes
- Sceloporus gratiosus Boulenger, 1897

Statut de conservation UICN

 LC  : Préoccupation mineure
Sceloporus jalapae est une espèce de sauriens de la famille des Phrynosomatidae.

## Répartition
Cette espèce est endémique du Mexique. Elle se rencontre dans les États du Veracruz, de Puebla et d'Oaxaca.

## Étymologie
Cette espèce est nommée en référence au lieu de sa découverte, Jalapa dans le Veracruz.

## Publication originale
- Günther, 1890 : Reptilia and Batrachia, Biologia Centrali-Américana, Taylor, & Francis, London, p. 1-326 (texte intégral).